# Ceremony (The Cult)
Ceremony è il quinto album del gruppo musicale The Cult, pubblicato nel 1991 dall'etichetta discografica Beggars Banquet.

## Tracce
Tutti i brani sono stati composti da Ian Astbury e Billy Duffy.
1. Ceremony – 6:27
2. Wild Hearted Son – 5:41
3. Earth Mofo – 4:42
4. White – 7:56
5. If – 5:25
6. Full Tilt – 4:51
7. Heart of Soul – 5:55
8. Bangkok Rain – 5:47
9. Indian – 4:53
10. Sweet Salvation – 5:25
11. Wonderland – 6:10

## Formazione
- Ian Astbury – voce
- Billy Duffy – chitarra

### Collaborazioni
- Alex Acuña - percussioni
- Mickey Curry - batteria
- Charley Drayton - basso
- Tommy Funderburk - cori
- Donny Gerrard - cori
- Suzie Katayama - violoncello
- Mona Lisa - cori
- Yvonne St. James - cori
- Benmont Tench - organo
- Scott Thurston - sintetizzatore, piano
- Richie Zito - tastiere
- Mixato da Mike Fraser